# 알모시

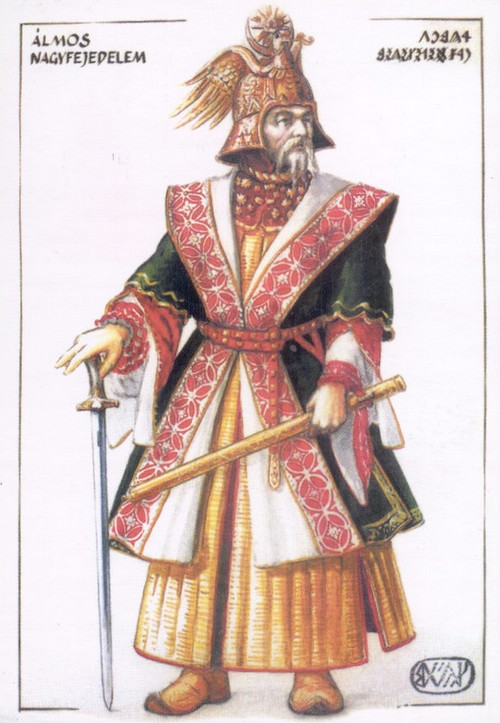
알모시

알모시(헝가리어: Álmos, 820년경 ~ 895년경)는 《헝가리 연대기》에 등장하는 헝가리인의 수장이자 대공(재위: 850년경 ~ 895년경)이다. 그의 아들인 아르파드는 헝가리의 대공이기도 하다.
헝가리인의 수장을 역임하고 있던 초반에는 헝가리인에 대한 하자르 카간국의 종주권을 인정했지만 860년경에 헝가리인들이 하자르 카잔국으로부터 완전한 독립을 획득했다. 895년경에 있었던 헝가리인들의 판노니아 평원 정복에 나서던 도중에 트란실바니아에서 살해된 것으로 추정된다.

## 같이 보기
- 아르파드 왕조
- 신성한 왕